# Francisco Cepeda
Francisco Cepeda (Sopuerta, 8 maart 1906 - La Tronche, 14 juli 1935) was een Spaans beroepswielrenner van 1925 tot 1935. Tijdens de Tour de France van 1935 kwam hij in de afdaling van de Col du Galibier zo ernstig ten val, dat hij een schedelbasisfractuur opliep. Drie dagen later, op 14 juli, overleed hij in een ziekenhuis nabij Grenoble aan zijn verwondingen.

## Overwinningen
1925
- Circuito de Getxo

1929
- Circuito de Getxo

## Resultaten in voornaamste wedstrijden
| Jaar | Ronde van Italië | Ronde van Frankrijk | Ronde van Spanje |
| ---- | ---------------- | ------------------- | ---------------- |
| 1930 |                  | 27e                 |                  |
| 1931 |                  | opgave              |                  |
| 1933 |                  | opgave              |                  |
| 1935 |                  | opgave              | 17e              |